# Дондиньо
Жуан Рамос ду Насименту, более известный как Дондиньо (порт.-браз. João Ramos do Nascimento, порт.-браз. Dondinho; 21 октября 1917, Кампус-Жерайс — 16 ноября 1996, Сантус) — бразильский футболист, выступавший на позиции нападающего. Отец Пеле.

## Биография
Дондиньо работал молочником и санитаром в больнице. Он считался футбольной звездой города Кампус-Жерайс. Дондиньо выступал за местную футбольную команду и, как утверждали фанаты того времени, был одним из лучших игроков в штате. В одном из матчей его команда проиграла, и толпа была в ярости на игрока. Президент клуба, Алкид Бейкер, уволил Дондиньо. Бразилец отправился в Трес-Корасойнс, где вступил в ряды местной команды и раскрыл свой потенциал. Здесь он проходил и военную службу.
7 апреля 1940 года в матче между «Атлетико Минейро» и «Сан-Кристованом» он забил гол, который стал одним из самых памятных в его карьере.
Дондиньо умер от сердечного приступа 16 ноября 1996 года в возрасте 79 лет в штате Сан-Паулу.

## Семья
После того как Дондиньо женился на горничной Селесте Арантес в 1939 году, в октябре 1940 года в семье родился сын Эдсон Арантис, в дальнейшем ставший более известным как Пеле. Пеле, «король футбола», говорил, что однажды его отец показал ему вырезку из газеты, где говорилось об игре, в которой у Дондиньо на счету было пять голов, и все — головой. Этот рекорд своего отца «король» стремился побить всю свою карьеру, но так и не смог.
Кроме Эдсона, у Дондиньо было ещё двое детей — сын Жаир (1942—2020), также ставший известным футболистом, и дочь Мария.